# Giorgio Albertazzi - Vita, morte e miracoli
Giorgio Albertazzi - Vita, morte e miracoli  è stato un programma televisivo italiano di genere documentario, in onda per tre puntate dal 5 settembre 2016 in prima serata su Rai 5. Il programma, ideato da Milly Carlucci, ha come protagonista Giorgio Albertazzi. Si è trattato dell'ultimo lavoro televisivo a cui l'attore ha partecipato prima della morte, avvenuta il 28 maggio dello stesso anno.